# The pullovers
the pullovers（ザ プルオーバーズ）は、日本のスリーピースロックバンド。
2019年7月に始動。 シンガーソングライターとして活動していたVo.Cettiaと、Gt.佐々木理久の2人を中心に結成。

## メンバー
- Cettia（ベース・ボーカル）[1]
  - 1997年1月23日生まれ
  - the pulloversのすべての楽曲の作詞・作曲を担当している。・2015年2月から2016年9月頃までRX-RECORDSでシンガーソングライターとして活動していた。
  - 愛称はせっちゃん
  - いい歌をうたう、かわいいおばあちゃんになるのが夢

- 佐々木 理久（ギター・コーラス）
  - 1999年7月6日生まれ
  - 東京のライブハウス 西永福JAM にてスタッフとして働いている。
  - ロックバンド summerheadの正規メンバー。
  - ロックバンド 空前の灯火、Cynical Animal Youthの元メンバー。
  - 2024年10月からsunsetinfallの正規サポートメンバーとしても活動している。

## 略歴
同じ大学先輩と後輩であったCettiaと佐々木理久がサークルで知り合い、2019年7月に2人を中心に始動。ライブハウスでも着実に集客を増やし続ける今大注目のロックバンド。
2019年9月4日にキックオフイベント、 『夜が怖くなくなるまで』を新宿SAMURAIにて決行。会場限定の3曲入り1st Single 「うみべの男の子」を発売するとライブ当日に完売。
2019年12月にはJMS×HOT STAFFの共同レーベルRubyTuesdayのオムニバスアルバムに収録。
翌年5月にはTSUTAYA O-Crest「イチオシプレイリスト」にも選出。さらに2021年2月にはスタジオペンタ主催「Good Music支援計画!!」にて協力ライブハウス各所からのPUSHを受けGood Musicとして最終5バンドにも選出される。
2021年8月11日、3rd ZINE「君なんていらないわたしになった」より、新曲「戯言」をリリース。
2021年10月3日、小嶋貴之監督作品の短編映画「結末」をYouTubeにてプレミア公開。また、同年11月25日に下北沢CLUB25にて短編映画の上映とライブを兼ねた自主企画「the pullovers pre. ある結末について」を開催した。
2022年2月16日、最新シングル「蹂躙」をリリース。
2022年3月16日、4月20日に6曲入りの音源 4th ZINE「よるべないよるへ」のリリースが決定、それに伴い5月、7月、9月に2マン企画の開催が決定。
2022年5月8日、メレをゲストに迎え、the pullovers two man event「夜はもう怖くない」を開催。
2022年7月27日、インディーズバンドでは異例となる 栗山千明主演のドラマ25『晩酌の流儀』エンディングテーマへ書き下ろした楽曲「なんでもないルーティーン」を配信リリースした。
2022年9月4日、さよならポエジーをゲストに迎え、the pullovers pre.「夜が怖くなくなるまで」FINAL～3rd Anniversary～を開催。
2023年1月14日、1月18日に2曲入りのデジタルシングル「むてきのふたり」のリリースが決定した。
2023年4月24日、西永福JAMにてthe pullovers × 西永福JAM pre.「歌になりたい」を開催。
2023年5月29日、西永福JAMにてthe pullovers × 西永福JAM pre.「取るに足らない日々だけど」を開催
2023年6月14日、5ヶ月ぶりの新曲、「飽きている」をリリース。
2023年12月4日、2024年2月7日にthe pullovers 5th ZINE「ぼくらの安心基地」のリリースを発表。また、キャリア史上初、全三部構成(アコースティック編成含む)の全曲ワンマンライブ「-the pullovers はじめてのワンマンライブ 全曲やっちゃうぞ〜！の巻-」を下北沢Flowers Loftにて開催を発表。
2024年2月7日、5th ZINE「ぼくらの安心基地」をリリース。
2024年2月には、初のワンマン「-the pullovers はじめてのワンマンライブ 全曲やっちゃうぞ〜！の巻-」を下北沢Flowers Loftで開催し、ソールドアウト。
2024年8月7日、3rd ZINE 「君なんていらないわたしになった」 のリマスター版がリリース。
2024年8月30日、4th ZINE「よるべないよるへ」のリマスター版がリリース。
2024年9月8日、初の自主往来イベント「the pullovers pre. 『平凡な毎日を君と生きたい』」を下北沢BASEMENTBAR/THREEにて開催。また、12月11日にthe pullovers 1st full album『きみだけがしってる』のリリースが決定、2025年1月18日に2度目となるワンマンライブの開催を発表した。
2024年9月14日、アコースティックワンマンライブ「どこでもぷるおーばーず 居酒屋編」 をぱいかじ酒場うねり亭にて開催。
2024年9月22日、アコースティックワンマンライブ 「どこでもぷるおーばーず カフェ編」 をなかなかのにて開催。
2024年11月18日、「1st full album『きみだけがしってる』リリースツアー『ぼくらだけしってる』」の開催が決定した。
2025年5月31日、1st full albumリリースツアー『ぼくらだけしってる』のツアーファイナル公演にて、1st full album「きみだけがしってる」ZINE の発売を開始した。

## ディスコグラフィ

### シングル
|      | 発売日     | タイトル                 | 発売形態               |
| ---- | ---------- | ------------------------ | ---------------------- |
| 1st  | 2019/07/27 | うみべの男の子           | デジタル・ダウンロード |
| 2nd  | 2019/19/11 | この歌にのって           | デジタル・ダウンロード |
| 3rd  | 2020/4/13  | 夜を游ぐ人たち           | デジタル・ダウンロード |
| 4th  | 2021/3/10  | 日常を見つめて           | デジタル・ダウンロード |
| 5th  | 2021/8/11  | 戯言                     | デジタル・ダウンロード |
| 6th  | 2021/8/25  | だめおんなぶるーす       | デジタル・ダウンロード |
| 7th  | 2022/2/16  | 蹂躙                     | デジタル・ダウンロード |
| 8th  | 2022/3/16  | あふれる                 | デジタル・ダウンロード |
| 9th  | 2022/7/27  | なんでもないルーティーン | デジタル・ダウンロード |
| 10th | 2023/1/18  | むてきのふたり           | デジタル・ダウンロード |
| 11th | 2023/6/14  | 飽きている               | デジタル・ダウンロード |
| 12th | 2023/7/26  | よるべの灯台             | デジタル・ダウンロード |

### ZINE
|     | 発売日         | タイトル                       | 収録曲 | 備考                              |
| --- | -------------- | ------------------------------ | --- | --------------------------------- |
| 1st | 2020年4月12日  | 夜を游ぐ人たち                 | 収録曲1. けだるい 2. 夜の魔法                                                                                                   | 廃盤                              |
| 2nd | 2021年3月9日   | 日常を見つめて                 | 収録曲1. 生活のすべて 2. 儚い 3. 不在 4. ハッピーエンドと巡る夏                                                                 | M-4のみZINE限定収録               |
| 3rd | 2021年9月4日   | 君なんていらないわたしになった | 収録曲1. fallen baby 2. meteorologist 3. 結末 4. 戯言 5. だめおんなぶるーす 6. 雪解けのうた 7. isle/島                          | M-7のみZINE限定収録、弾き語りデモ |
| 4th | 2022年04月20日 | よるべないよるへ               | 収録曲1. 漂うワンルーム 2. 蹂躙 3. isle/島 4. 当事者 5. 恋は偉大 6. あふれる                                                    |                                   |
| 5th | 2024年2月25日  | ぼくらの安心基地               | 収録曲1. むてきのふたり 2. 朝のテーマ 3. 世界がはじまるそのときは 4. 飽きている 5. よるべの灯台 6. 触れられない 7. 朝になったら | M-7はおまけの弾き語りデモ         |